# بلورة فوتونية
البلورات الفوتونية أو البلورات الضوئية هي مركبات نانوية ضوئية متراصة دوريًا صممت لتؤثر على حركة الفوتونات بطريقة مشابهة لتأثير مركبات أشباه الموصلات على حركة الإلكترونات التي تسري بداخلها. البلورات الفوتونية موجودة على الطبيعة منذ القدم وبدأت الدراسات العلمية حولها في ال100 سنة الماضية.

## مقدمة
تتكون البلورات الضوئية المتراصة بشكل دوري من مواد عازلة أو فلزية عازلة على مستوى النانومتر، وتؤثر على سريان الموجات الكهرومغناطيسية بنفس الطريقة التي تؤثر بها مركبات اشباه الموصلات على سريان الجهد الكهربي وحركة الإلكترونات من خلال تحديد نطاقات (مسموحة وممنوعة) لمستويات الطاقة.
في الأساس البلورات الفوتونية تحوي بداخلها على حقول منتظمة من مواد يختلف ثابت العزل (ε dielectric constant) لديها زيادة ونقصاناً. أيضاً تذبذب وسريان الفوتونات (ذات الخاصية الموجية) داخل هذه المركبات وعدمه يعتمد على الطول الموجي للفوتون، والأطوال الموجية المسموح لها بالسريان داخل البلورات الفوتونية تعرف باسم الأنماط (modes) ومجموعة الأنماط تشكل ما يعرف بالحزم (Bands)، في حين أن مجموعة الأطوال الموجية التي لا يسمح لها بالسريان تعرف باسم البلورات الفوتونية ذات الحزم الفراغية (photonic band-gap). هذا التركيب للبلورات الفوتونية يسمح لبعض الأطوال الموجية بالتذبذب والسريان داخلها ويمنع بعض الأطوال الموجية بعدم التذبذب ويعطينا مزيدًا من الظواهر الضوئية المختلفة مثل تثبيط الإصدارات التلقائية (inhibition of spontaneous emission)، ودرجة عالية من الانعكاسية للمرايا متعددة الاتجهات، وفقدان أقل للطاقة في نواقل موجهات الموجات، وغيرها من الظواهر الضوئية المختلفة.
بناءً على ما ذكر يتضح أن البلورات الفوتونية في الأساس تعتمد على الظاهرة الفيزيائية المعروفة بالحيود) أي انحراف الأشعة. التكرار الدوري (periodicity) للبلورات الفوتونية يجب أن يكون على نفس مقاس نصف الطول الموجي للموجات الكهرومغناطيسية، مثلاً لو أردنا لبلورات فوتونية أن تعمل في نطاق معين من الضوء المرئي من200 نانومتر (الطول الموجي للون الأزرق) إلى 350 نانومتر (الطول الموجي للون الأحمر) يجب أن تكون المسافات (بين الحقول المتكررة من المواد العازلة التي تختلف درجة عازليتها انخفاضًا وارتفاعًا) مساوية لنصف الطول الموجي المذكور أعلاه. وهذا يجعل عملية تصنيع البلورات الفوتونية غاية في التعقيد والصعوبة.

## تاريخ البلورات الفوتونية
مع أن دراسة البلورات الفوتونية بشكل أو بآخر كانت منذ عام 1887م، إلا أن أول استخدم لمصطلح «البلورات الفوتونية» كان بعد 100 عام من ذلك التاريخ، أي بعد أن نشر العالمان (Eli Yablonovitch) و (Sajeev John) أوراقهما العلمية عن البلورات الفوتونية في عام 1987. قبل العام 1987م تمت دراسة البلورات الفوتونية ذات البعد الواحد باستفاضة خصوصًا البلورات الفوتونية الموجودة في شكل طبقات دورية عازلة مثل الـ (Bragg mirror)، وفي العام 1887م بدأ العالم (Lord Rayleigh) دراساته وتوصل إلى أن البلورات الفوتونية ذات البعد الواحد ولها حزم من الفجوات (band-gap) ولها مدى طيف ذات انعكاسية عالية تعرف باسم النطاق المتوقف (stop-band).
واليوم مركبات البلورات الفوتونية لها نطاق واسع من التطبيقات مثل الطلاء العاكس لتعزيز كفاءة الديودات الضوئية (LEDs)، والمرايا ذات الانعكاسية العالية المستخدمة في أنظمة الليزر. وقام العالم (Vladimir P. Bykov)
بدراسة نظرية مفصلة للبلورات الفوتونية ذات البعد الواحد، وهو أول من اكتشف تأثير البلورات الفوتونية ذات الحزم الفراغية (photonic band-gap) على الانبعاث التلقائي من الذرات والجزيئات المطمورة داخل البلورات الفوتونية. وهو أيضاً (Bykov) من تكهن ماذا يحدث لو استخدمنا بلورات الفوتونية ذات بعدين أو ثلاثة أبعاد.
ومفهوم البلورات الفوتونية ثلاثية الأبعاد تمت دراستها بواسطة (Ohtaka) في العام 1979م
وهو من قام بالتطوير الشكلي لكيفية حسابات الروابط لمركبات البلورات الفوتونية ثلاثية الأبعاد. لكن هذه الدراسة لم تؤخذ في الاعتبار إلا بعد أن تم نشر ورقتين علميتين بارزتين من العالمين (Yablonovitch و John) في العام 1987م. كلتا الورقتين كانت معنية بدراسة البلورات الفوتونية ذات الأبعاد المتعددة، (Yablonovitch's) كان دافعه الأساسي هو هندسة كثافة مستويات الطاقة للفوتونات للتحكم في الانبعاثات اللحظية لمادة محشوة بالبلورات الفوتونية، في حين أن (John) كانت فكرته هي استخدام البلورات الفوتونية للتحكم والتأثير على الضوء.
بعد عام 1987، بدأ عدد الأوراق البحثية المتعلقة البلورات الفوتونية يزداد باطراد. ومع ذلك، ونظرًا لصعوبة تصنيعها كانت الدراسات الأولى للبلورات الفوتونية في النطاق النظري أو في نطاق موجات الميكروويف، حيث يمكن بناء البلورات الفوتونية على مقياس السنتيمتر بسهولة ويمكن الوصول إليها (هذه الحقيقة هي نتيجة لخاصية في المجال الكهرومغناطيسي تعرف باسم مقياس الثبات – في جوهرها أن حلول معادلات ماكسويل في المجال الكهرومغناطيسي ليس لديها مقياس طول طبيعي، والحلول على مقياس السنتميتر هي نفسها الحلول على مقياس النانوميتر في الترددات الضوئية).
بحلول عام 1991م، برهن العالم (Yablonovitch) إمكانية عمل البلورات الفوتونية ذات الحزم الفراغية (photonic band-gap) ثلاثية الأبعاد في نطاق موجات الميكروويف.
وقام بإنتاج مصفوفات من الحفر والثقوب المتشاركة على مادة شفافة، حيث ثقوب كل طبقة تشكل هيكل على شكل الماس معكوس (inverse diamond structure) - اليوم كما هو معروف بـ (Yablonovite.). وفي عام 1996، قدم (Thomas Krauss) أول نموذج من بلورة فوتونية ثنائية الأبعاد في نطاق الموجات الضوئية. وهذا فتح الطريق أمام صناعة البلورات الفوتونية المصنعة على المواد شبه الموصلة باقتباس الطرق المستخدمة في صناعة أشباه الموصلات.
واليوم، عدة تقنيات تستخدم ألواح البلورات الفوتونية، وهي عبارة عن بلورات فوتونية ثنائية الأبعاد «محفورة» في ألواح من أشباه الموصلات؛ وبتأثير ظاهرة الانعكاس الكلي الداخلي يظل الضوء محصوراً داخل هذه الألواح، ويمكن الاستفادة من تأثير الكريستالات الفوتونية لهندسة تشتت الضوء داخل هذه الألواح. والبحث جار في جميع أنحاء العالم لاستخدام ألواح الكريستال الفوتونية في رقائق الكمبيوتر المتكاملة، لتحسين المعالجة الفوتونية للاتصالات سواء داخل الدائرة المتكاملة أو للربط بين الدوائر المتكاملة. على الرغم من أن هذه التقنيات لم تصل إلى مرحلة التطبيقات التجارية، إلا أن البلورات الفوتونية ثنائية الأبعاد وجدت طريقها للاستخدام التجاري في شكل بلورات فوتونية بصرية photonic crystal fibres [الإنجليزية] (والمعروف باسم ألالياف المخرمة، وذلك بسبب ثقوب الهواء التي تعمل من خلالها). وأول من طور ألياف الكريستال الفوتونية هو (Philip Russell) في العام 1998، ويمكن أن تكون مصممة لتمتلك خصائص إضافية فوق الخصائص العادية للألياف البصرية.
تطور دراسة البلورات الفوتونية ثلاثية الأبعاد يسير ببطء أكثر من مثيلتها البلورات الفوتونية ثنائية الأبعاد. والسبب هو الصعوبة الزائدة في التصنيع 
ولم يكن هناك سهولة من وراثة التقنيات الصناعية المستخدمة في أشباه الموصلات لتطبيقها على أرض الواقع بالمثل في صناعة البلورات الفوتونية ثلاثية الأبعاد. وهناك بعض المحاولات التي بذلت لتوليف بعض التقنيات، وهناك أمثلة متقدمة جدا، على سبيل المثال في بناء تركيبات بلورية على شكل «الحطب» "woodpile" التي بنيت على أساس طبقة مستوية بوضع طبقة تلو طبقة.
وهناك ثمة مسار آخر للبحث في محاولة لبناء مركبات ضوئية ثلاثية الأبعاد بواسطة المجمعات الذاتية (self-assembly) – لتقوم بمزج الكرات النانوية العازلة من محلول إلى مرسبات ثلاثية الأبعاد في شكل دوري وتمتلك خاصية البلورات الفوتونية ذات الحزم الفراغية (photonic band-gap). وأول تصنيع للبلورات الفوتونية على شكل مركبات «أوبال عكسية» "inverse opal" كانت في العام 2000م بواسطة باحثين من جامعة تورنتو
بكندا. وهناك أيضا مجال واسع للبحث في مجال (biomimetics) – وهو دراسة المركبات الطبيعية لتكوين فهم أوسع لمساعدة الباحثين في تصميم البلورات الفوتونية 
على سبيل المثال في عام 2006م وجدت مركبات كريستال فوتونية طبيعية في مقياس الخنفساء البرازيلية.

## الاستراتيجيات البنائية للبلورات الفوتونية
طريقة تصنيع البلورات الضوئية يعتمد على عدد من الأبعاد ولابد أن تحتوي بداخلها الحزم الفراغية الفوتونية (photonic bandgap).

### أولا: البلورات الفوتونية أحادية البعد One-dimensional photonic crystals
البلورات الفوتونية ذات البعد الواحد، بها عدة طبقات ثابت العزل (dielectric constant) لديها لابد أن يكون مختلف توضع أو تلصق مع بعضها البعض لتكون لنا مع بعضها حزم فراغية فوتونية (photonic bandgap) في اتجاه واحد على سبيل المثال بوابة ترشيح ضوئية هو واحد من هذا النوع من البلورات الفوتونية.
البلورات الفوتونية ذات البعد الواحد قد تكون من النوع خصائصه موحدة (isotropic) أو من النوع خصائصه متباينة (anisotropic). والنوع الثاني يمكن يستخدم كمفتاح ضوئي.

### ثانياً: البلورات الفوتونية ثنائية البعد Two-dimensional photonic crystals
في هذا النوع من البلورات يتم حفر فجوات في الطبقة السفلية الأساسية وتكون شفافة لبعض الأطوال الموجية التي من المفترض أن يتم حجبها عن طريق الحزم الفراغية (bandgap) المصممة لذلك.الألياف المخرمة (Holey fiber) أو الياف الكريستال الفوتونية photonic crystal fiber [الإنجليزية] يمكن تصنيعها من قضبان اسطوانية زجاجية في شبكة سداسية (hexagonal lattice) بعد تسخينها وشدها، وتوجد بها مثلثات في شكل فراغات هوائية بين قضبان الزجاج لتقوم بعمل الفجوات التي تمثل الأوساط المحصورة (confine the modes).

### ثالثاً: البلورات الفوتونية ثلاثية الأبعاد Three-dimensional photonic crystals
هناك عدة تشكيلات وأنواع بنيت من هذا النوع:
- أشكال كروية في شكل شبكة الماس Spheres in a diamond lattice
- Yablonovite
- أشكال كومة الخشب The Woodpile Structure

هذا النوع يتم بنائه عن طريق قضبان مكررة ومحفورة بتقنية الطباعة الحجرية beam lithography وملئت بمادة جديدة، وتكرر هذه العملية على الطبقة التي تليها مع عمل قنوات محفورة ومتعامدة على الطبقة التي أسفل منها، ومتوازية مع الطبقة التي تليها أسفل منها بطبقتين ولكن ليست معها في نفس المستوى. تكرر هذه العملية إلى أن نحصل على الارتفاع الذي نريده. ومن ثم يتم تذويب المادة المالئة فقط بدون التأثير على البناء الذي تحصلنا عليه. ومن الصعب عمل تشويب (defects) في هذا البناء الهيكلي.
- Inverse opals

هذا البناء يشبه الـ (opals) وهو نوع من الأحجار الكريمة أو يسمى ب (بلورات الصمغ الكروية المعكوسة) (Inverse Colloidal Crystals-Spheres) مثل الـ (بوليستيرين) ويتم الحصول عليها بترسيبها على شبكة مكعبات متقاربة مع بعضها تعبئة متراصة عالقة في مذيب، يتم تقويتها لعمل مادة صلبة شفافة خارجة عن الحجم الذي ملأ به المذيب، ومن ثم يتم إذابة الكرات باستخدام محاليل مذيبة مثل (Hydrochloric acid).
- رزمة البلورات ثنائية البعد A stack of two-dimensional crystals

هذه الفئة من البلورات الضوئية هي أعم من (Yablonovite) إلا أن تصنيع البلورات من نوع (Yablonovite) يستخدم هذه الطريقة.

## التحديات الصناعية
التحدي الرئيسي هو تصنيع بلورات فوتونية ذات أبعاد متعددة مع دقة كافية لتفادي عدم الوضوح والتشتت لخصائص البلورات الفوتونية، مع عمليات إنتاجية بكميات كبيرة.استخدام تقنية الألياف المرسومة (fiber draw techniques) هي واحدة من طرق التصنيع الواعدة لإنتاج ألياف الكريستال الفوتونية (photonic-crystal fiber [الإنجليزية]) وهي متوفرة تجارياً لتطوير الاتصالات الفوتونية (ليف بصري) وهذه التقنية موافقة للشرطين المذكورين أعلاه (الدقة والإنتاجية العالية).
طريقة أخرى واعدة لتطوير البلورات الفوتونية ثنائية الأبعاد هي ما يسمى لوح الكريستال الفوتوني (photonic crystal slab). هذه الهياكل تتكون من لوح من المواد)مثل السليكون) التي يمكن نقشها باستخدام تقنيات مستعارة من صناعة أشباه الموصلات. مثل هذه الرقائق تتيح لنا إمكانية الجمع بين المعالجة الضوئية مع المعالجة الإلكترونية على شريحة واحدة.
بالنسبة للبلورات الفوتونية ثلاثية الأبعاد توجد عدة تقنيات مستخدمة في التصنيع تشمل تقنية الطباعة الحجرية (طباعة ضوئية) وتقنية التقشير وهي مماثلة للتقنيات المستخدمة في صناعة الدوائر المتكاملة، وبعض هذه التقنيات متوفر تجارياً. وللتحايل أيضاً تم استخدم طرق نانوية (nanotechnological methods) مع صعوبتها وتعقيداتها الميكانيكية اتبعت كنهج بديل في التجميع الذاتي (self-assembled) لبناء بلورات فوتونية من البلورات الغروية (بلورة غروانيةs).
رقاقات وألياف (films and fibres) كتل البلورات الفوتونية ثلاثية الأبعاد تم إنتاجها باستخدام تقنية التجميع والقص (shear-assembly) لرص 200 – 300 نانوميتر من كرات البوليمرالغروي في رقاقات من نوع البلورات الشبكية ذات الوجه المكعب (Face Center Cube lattice), ولأن هذه الرقاقات مطلية بالمطاط الشفاف يمكن شدها وتشكيلها لإنتاج بلورات فوتونية يمكن تغيير الحزم الفراغية الفوتونية (photonic bandgap) الخاصة بها للحصول على تأثيرات لونية مدهشة.

## حساب تركيبات الحزم الفوتونية Computing photonic band structure
الحزم الفوتونية الفراغية (photonic band gap (PBG)) هي في الأساس فجوات بين خط من الفراغ (air-line) وخط من المادة العازلة (dielectric-line) مع علاقة التشتت (dispersion relation) في نظام الـ (photonic band gap (PBG)).
لتصميم نظام بلورات ضوئية من الضروري معرفة وهندسة مواضع وأحجام الحزم الفراغية (bandgap) وهذا لا يمكن إلا باستخدام واحد من أنظمة النمذجة الحاسوبية (computational modeling) الآتية:
1. Plane wave expansion method [الإنجليزية]
2. Finite element method [الإنجليزية].
3. طريقة العناصر المنتهية.
4. Order-n spectral method .[15][16]
5. KKR method [الإنجليزية] .
6. Bloch wave – MoM method [الإنجليزية] .

أساسا طرق الحل هذه تستخدم في حساب ترددات البلورات الفوتونية لكل قيمة اتجاه الانتشار المعطى من متجه الموجة والعكس صحيح، للمزيد حول هذا الموضوع يمكن مراجعة كتاب (Joannopoulos) Photonic Crystals: Molding the Flow of Light (second edition)
يمكن استخدام طريقة (plane wave expansion method) لحساب التركيبات الحزمية (band structure) باستخدام صياغة (eigen formulation) لمعادلات ماكسويل، ومن ثم يتم حل تردادت (eigen) لكل اتجاه انتشار لمتجه الموجة. ويمكن حلها مباشرة من (dispersion diagram). لتسريع الحل لحساب ترددات تركيب الحزم الفوتونية الفراغية يمكن استخدام طريقة (Reduced Bloch Mode Expansion (RBME). وهي الطريقة المفضلة على كل الطرق السابق ذكرها أعلاه، وفي النماذج التي تحتوي على عدد كبير من الذرات هذه الطريقة (RBME) قادرة على تقليل زمن الحسابات بدرجة كبيرة.

## التطبيقات
البلورات الفوتونية هي المواد الضوئية الأكثر جذباً في عملية التحكم والتلاعب في انتشار الضوء. البلورات الفوتونية أحادية الأبعاد مستخدمة على نطاق واسع في شكل رقاقات ضوئية رفيعة (thin-film optics) مع تطبيقات تتراوح بين الطلاء الانعكاسي العالي والمنخفض للعدسات والمرايا، وتغيير ألوان الطلاءات (colour changing paints) والأحبار.
البلورات الفوتونية ذات الأبعاد المتعددة تحظى باهتمام كبير في البحوث الأساسية والتطبيقية على حد سواء، بينما البلورات الفوتونية ثنائية البعد بدأت تطبق تجارياً. وأول المنتجات التجارية التي تتضمن على البلورات الفوتونية ثنائية الأبعاد هي ألياف الكريستال الفوتونية (photonic-crystal fiber) والتي تستخدم بنية ميكروية (microscale) لحصر الضوء مع خصائص مختلفة جذريا بالمقارنة مع الألياف الضوئية التقليدية للتطبيقات في الأجهزة غير الخطية وموجهات الموجات.
بينما البلورات الفوتونية ثلاثية الأبعاد ما زالت بعيدة عن الاستغلال التجاري ولكنها توفر ميزات إضافية مما قد يؤدي إلى مفاهيم جديدة في الأجهزة (على سبيل المثال أجهزة الكمبيوتر الضوئية)، بينما هناك بعض الصعوبات في الجوانب التكنولوجية مثل إمكانية التصنيع وهي تحت السيطرة.

## معرض صور

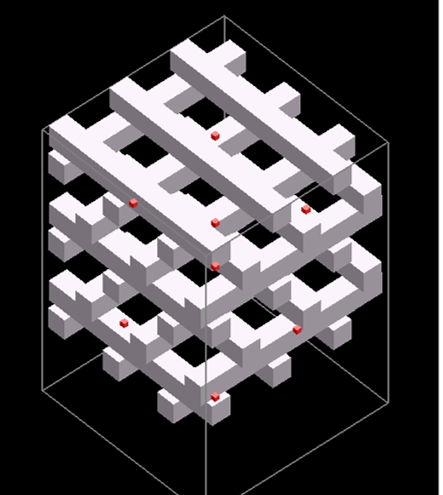
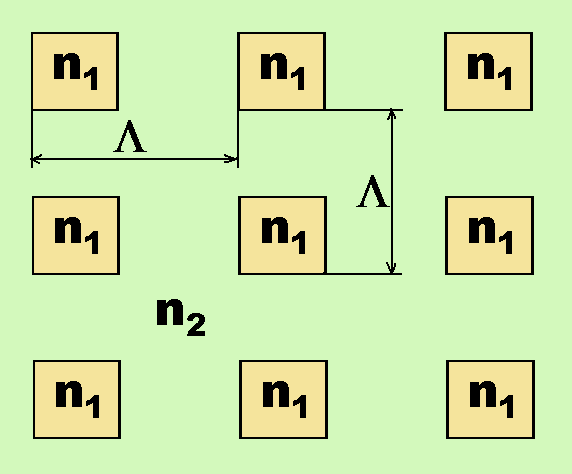
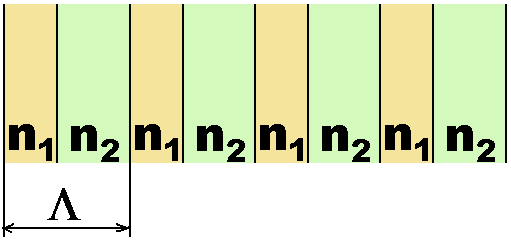